# Entodon micropodus
Entodon micropodus är en bladmossart som beskrevs av Bescherelle 1892. Entodon micropodus ingår i släktet Entodon och familjen Entodontaceae. Inga underarter finns listade i Catalogue of Life.